# Sieć badawcza
Sieć badawcza (ang. research network) – układ powiązań między pojedynczymi naukowcami, niezależnymi badaczami, jednostkami naukowymi, organizacjami, przedsiębiorstwami, których określa się mianem przedstawicieli sieci. Sieć skupia prowadzone przez swoich przedstawicieli badania, koncentruje ich wysiłki badawcze. Przedstawiciele wymieniają się doświadczeniami badawczymi, wspólnie publikują, organizują konferencje, propagują swój dorobek itp.
Sieć badawcza może być formalna lub nieformalna. Sieć formalną tworzą instytucje publiczne, jak i niepubliczne. Przykładem będą Sieć Badawcza SEEN, Sieć naukowa MSN przy Instytucie Nauk Ekonomicznych Polskiej Akademii Nauk, sieć naukowa "Obserwatorium Żywej Kultury". Może też funkcjonować nieformalna sieć badawcza, czego dowodem jest "Public Administration & Local Government Research Network" (w skrócie: "PA&LG Research Network").
Przedstawiciele sieci powinni dla jej spójności reprezentować jeden nurt badawczy i wyznawać wspólne założenia badawcze, co do metodologii badań, założeń wstępnych itp.. Korzystne jest dla rozwoju nauki tworzenie sieci multidyscyplinarnych, tj. skupiających przedstawicieli z różnych dyscyplin, dziedzin, a nawet obszarów nauki (np. humanistycznego, społecznego i ścisłego). Sieć może być siecią otwartą (tzn. dopuszczającą nowych członków) oraz zamkniętą (tj. ograniczoną do przedstawicieli-założycieli sieci). Sieć może być ograniczona terytorialnie (sieć narodowa) lub łączyć przedstawicieli z różnych państw (sieć międzynarodowa).